# Enriqueta Reyes González
Enriqueta Reyes González (Ranchuelo, Las Villas, Cuba 1920-2008) más conocida como "La Coronela" o "La Camagüeyana" fue la primera mujer bombero de Cuba y de América Latina. En la década del 50 del siglo XX conformó y lideró el primer comando contra incendios de la localidad de Ranchuelo, provincia de Villa Clara, integrado por 25 hombres.

## Biografía
Desde los tres años residió en Camagüey donde estuvo en el Asilo de Amparo de la Niñez, fundado por la monja María de los Ángeles Montejo. En esa institución permaneció hasta la adolescencia. Luego, su preceptora le otorga una carta de recomendación para el Dr. Federico Escobar, residente en Ranchuelo. Este médico, querido y respetado en el municipio, intervino para que Enriqueta ocupara una plaza en la Fábrica de Cigarros Trinidad y Hermano. Su ingreso en esa industria sería la prosperidad económica que necesitaba para mejorar las condiciones de vida y socorrer a la madre demente. Después de algunas pruebas pudo obtener el puesto el 10 de enero de 1937. Comenzó en la elaboración manual de la cajetilla del cigarro ovalado. Más tarde pasó a las máquinas de encajetillado donde permaneció durante veinte años.
Apasionada por los estudios se hizo mecanógrafa, taquígrafa y obtuvo el título de Cálculo Mercantil por correspondencia. Ávida de conocimientos no desaprovechó tiempo para las lecturas y ocupó por espacio de diez años una plaza en las oficinas de dicha industria. Dentro del Colegio de Taquígrafos tenía una posición de avanzada. Por eso la designan representante de los mismos al convocarse las organizaciones, empresas, establecimientos, logias e instituciones con el propósito de crear un patronato para constituir el Cuerpo de Bomberos Municipal, necesaria institución en el territorio ranchuelero. Labor tan humanitaria requería organización, voluntad, entrega, honradez; cualidades de ella y del grupo de colaboradores que no poseían apoyo gubernamental.
La primera reunión para la formación del patronato contó con una nutrida representación, mermando a medida que aparecían las dificultades, para quedar en estas filas, hombres laboriosos y dispuestos a la búsqueda del financiamiento necesario. Para tal fin acudieron a centros de trabajo: grandes, medianos y pequeños. Mediante verbenas, rifas, peticiones por correspondencia, visitas a propietarios de fábricas o establecimientos, dentro y fuera del municipio, colectaban los fondos con un riguroso sistema de control. (En estos tiempos eran frecuentes las pérdidas o extravío de las colectas públicas). «Todo el pueblo cooperó, dice Enriqueta».

## Enriqueta Bombero
Primero la compra del carro-bomba en La Habana a un costo de veinticinco mil pesos. La agencia de venta del vehículo le propuso una gratificación de quinientos pesos (por supuesto, no aceptó) y ese dinero lo rebajaron del precio inicial.
Posteriormente vino la formación del Cuerpo, en el cual se inscribieron unos doscientos voluntarios, siendo seleccionados veinticinco para recibir adiestramiento de un instructor de Santa Clara. El pago del personal necesitó nuevamente las colectas en la búsqueda de recursos. Por último se construyó un edificio en terrenos cedidos por la Alcaldía (lugar donde hoy radica el Departamento de Prevención y Extinción de Incendios). Este local se equipó con el mobiliario y los accesorios adecuados, así como una ambulancia adicional. El 20 de mayo de 1957 quedó inaugurada dicha institución bajo la presidencia de José Machado Viera.
En cada una de las gestiones vibraba el entusiasmo de Enriqueta, quien recibió entonces el cargo de Coronela otorgado por los bomberos de diversas regiones del país. Para ella este hecho fue motivo de regocijo, similar al del 2 de marzo de 1968 cuando obtuvo el título de Contador Público, en la Universidad Central de Las Villas.
Esta promotora de empeño tan noble y humanista, dotada de sensibilidad extraordinaria, única mujer en el Cuerpo de Bomberos de Ranchuelo, no perdió dinamismo con el paso de los años. Vivió rodeada del cariño de la familia y de las plantas que adornaban su jardín: un patio maravilla de referencia nacional. Ella conoció de entrega a nobles propósitos y el secreto de la
Naturaleza, la cual le ofreció firmeza de espíritu y del corazón. La ejecutoría de la Coronela, nos habla de la virtud en almas que saben ocupar su sitio en la armonía universal. Justo es reconocer y alabar a los dignos, que como ella se entregaron a
sublimes proyectos.
- Datos: Q5834037